# Tewdrig
Tewdrig (fl. Ve siècle/VIe siècle) est le fondateur du royaume de Gwent puis du royaume de Glywysing.

## Chronologie
La chronologie du règne de Tewdrig est particulièrement difficile à établir du fait des informations contradictoires qui le concernent. Selon les différentes hypothèses il accède au trône en 450 et abdique vers 475 après un règne de 20/25 années. Alternativement il devient roi en 500 abdique ou meurt vers 550 voir 575 enfin il devient roi vers 550 abdique en 575 et est tué en 584.

## Origine
Son nom de Tewdrig est l'équivalent celtique du nom germanique Théodoric populaire au VIe siècle et qui rend difficile son identification. Tewdrig semble être le fils ou plus probablement le petit-fils de Teithfallt ap Nynniaw qui règne sur le Gwent à la fin du Ve siècle. Tewdrig serait issu de l'union d'une fille anonyme de ce dernier avec un certain Budic de Cornouaille. Expulsé après la mort de son père en 556 il revient au Pays de Galles où il a passé une grande partie de sa jeunesse aidant les tribus bretonnes dans leur lutte contre les Déisis au Pays de Galles et en Cornouailles. De ce fait il accède au trône du fait du grand prestige acquis lors des combats de sa jeunesse. Il accroît encore sa notoriété en épousant selon la tradition Enhinti, une fille de Urien de Rheged considéré comme le plus puissant roi de Grande-Bretagne à cette époque.

## Règne
Tewdrig poursuit ses exploits au Pays de Galles et en Cornouailles  et établit fermement le royaume de Gwent dont il fait le plus puissant royaume du sud du Pays de Galles après avoir expulsé les Déisi de Démétie et annexé le Glywysing. À la fin de sa vie selon l'hypothèse haute, il aurait abandonné le pouvoir vers 575 pour devenir un anachorète mais il serait sortie de sa retraite pour aider son fils Meurig lors d'une offensive des anglo-saxons après leur avance jusqu'à Gloucester. Les chroniques anglo-saxonnes enregistrent une offensive contre les bretons à partir de la Wye du roi Ceawlin et de son fils (?) Cutha en 584, année qui est considérée par certains comme celle de la mort de Tewdrig. Il avait demandé d'être inhumé à l'endroit de sa mort et son tombeau est traditionnellement situé à Mathern près de Chepstow .

## Postérité
Outre son fils Meurig ap Tewdrig, Tewdrig est aussi réputé être le père malgré la difficulté chronologique de: 
- Marchell ferch Tewdrig épouse d'un prince irlandais nommé Anlach et mère de Brychan le fondateur du royaume de Brycheiniog